# 平原派
平原派（法語：La Plaine），又称沼泽派（法語：Le Marais），是法国大革命时期国民公会的一个政治派别。它的成员被称为沼泽人（Maraisards），或是有贬义的蟾蜍（法語：Crapauds），因为蟾蜍也生活在沼泽中。在公会里，他们坐在右翼的吉伦特党人和左翼的山岳党人之间，是中间派。
从现在的标准看来，这三个派别都不能算是政党。山岳党和吉伦特党中都有观点、计划相似的人，这些人聚集在一起并协调政治计划。但是，平原派的成员并不属于这两派，且没有一定的目标。平原派的议员数占到了公会的多数，他们根据手边的议题，当前的形势和会议的气氛来决定是投吉伦特党还是山岳党的票。
平原派起初支持吉伦特党，但后来又在处决路易十六和开始雅各宾专政两件事上支持山岳党。再后来，他们又抛弃了山岳党，发动了热月政变。

## 选举结果
| 国民立法议会 |           |        |           |       |                                       |
| 选举年       | 得票数    | 得票率 | 席位      | +/–   | 领导人                                |
| 1791         | 1,978,000 | 46.3%  | 345 / 745 | -     | 费利克斯·朱利安·让·比戈·德·普雷阿默纳 |
| 国民公会     |           |        |           |       |                                       |
| 1792         | 1,747,200 | 51.9%  | 389 / 749 | ▲ 44  | 拉扎尔·卡诺                           |
| 立法院       |           |        |           |       |                                       |
| 1795         | 未参加    | 未参加 | 200 / 750 | ▼ 189 | 让-雅克·雷吉斯·德·康巴塞雷斯          |